# Masarina mixta
Masarina mixta är en stekelart som beskrevs av Richards 1962. Masarina mixta ingår i släktet Masarina och familjen Masaridae. Inga underarter finns listade i Catalogue of Life.